# Heidegrund
Heidegrund war bis zum 1. Januar 2010 eine Gemeinde im Burgenlandkreis in Sachsen-Anhalt.

## Geschichte
Die Gemeinde gehörte der Verwaltungsgemeinschaft Wethautal an. Sie entstand am 1. März 2004 aus dem freiwilligen Zusammenschluss der bis dahin selbständigen Gemeinden Kleinhelmsdorf und Weickelsdorf.
Die Gemeinde bestand aus den Ortsteilen:
- Kleinhelmsdorf
- Roda
- Weickelsdorf

Am 1. Januar 2010 wurde die Gemeinde Heidegrund zusammen mit den Gemeinden Goldschau und Waldau in die Stadt Osterfeld eingemeindet.
Die Gemeinde Heidegrund hatte 667 Einwohner (2008) auf einer Fläche von 9,88 km³.